# Диффузная туманность

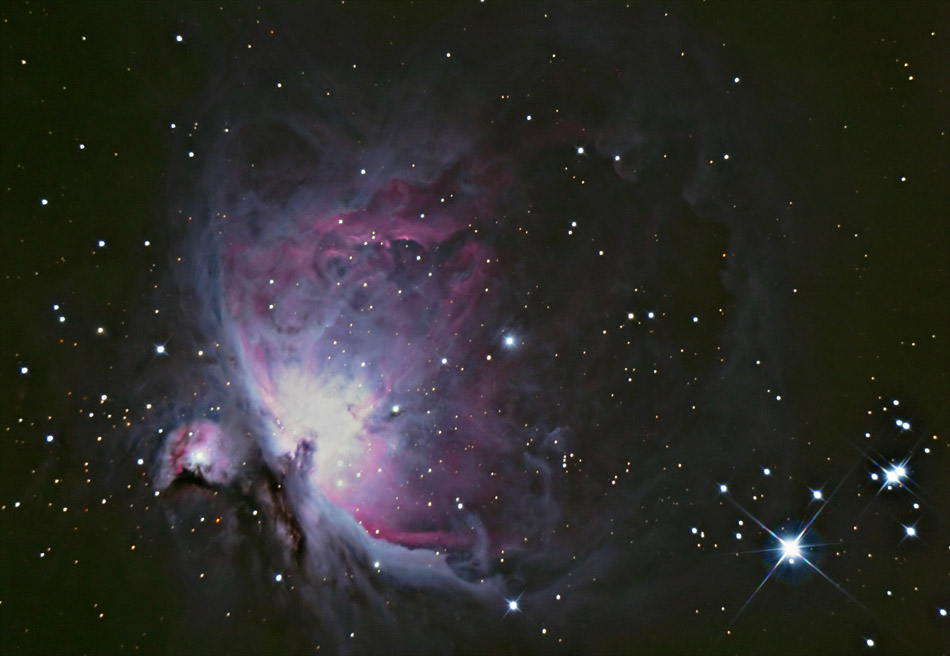
Туманность Ориона, известная отражательная туманность.

Диффузная туманность — в астрономии, общий термин, используемый для обозначения излучающих свет туманностей неправильной формы. Диффузные туманности можно разделить на два типа: эмиссионные и отражательные. Источником энергии эмиссионных туманностей (их спектры состоят в основном из линий излучения газа) являются расположенные рядом горячие звезды, возбуждающие электроны в атомах газа. В отражательных туманностях светится не газ, а пыль, освещаемая светом звезды, недостаточно горячей, чтобы возбудить атомы газа. Диффузным туманностям противопоставляют планетарные туманности, имеющие регулярную структуру, обычно округлой или биполярной формы.